# Бекграундери
Бекгрáунд (від англ. background — «тло», «задній план») — це інформаційний матеріал, який надає необхідні відомості про профіль роботи певного підприємства, його продукцію та послуги, історію створення, розвитку тощо. Він може бути хорошим доповненням до прес-релізу, якщо виникне необхідність в отриманні додаткової інформації.
У журналістиці бекграунд — це новина, яка не належить до першорядних чи сенсаційних і подається з метою дотримання хронометражу новинарної радіо-, телепрограми чи підверстку в періодичній пресі.
У західній журналістиці бекраундом називають підбірку матеріалів, які створюють інформаційне тло для суспільно важливої новини. У цьому сенсі бекграунд подає відомості про джерело проблеми, її передісторію, розвиток, роз'яснення та коментарі. Певною мірою їх можна порівняти з журналістським розслідуванням.

## Структура
Бекграундер має:
- Заголовок: дає можливість зрозуміти, про що йде мова у самому документі.
- Історія питання: у перших трьох абзацах розкривається тема бекграунда, починаючи з ідеї виникнення чогось та завершуючи показом отриманого результату з висвітленням кола осіб, організацій, які брали участь у реалізації проекту, роботі підприємства.
- Розгорнута інформація про предмет бекграунда: ця частина має бути заснована на конкретних цифрах і точних датах.